# Edgaras Utkus
Edgaras Utkus (Vilnius, 2000. június 22. –) litván válogatott labdarúgó, a Cercle Brugge játékosa.

## Pályafutása

### Klubcsapatokban
A Radviliskis és a litvániai Labdarúgó Akadémia korosztályos csapataiban nevelkedett. 2019-ben aláírt az AS Monaco akadémiájára. 2021 nyarán a belga Cercle Brugge szerződtette. Július 27-én debütált a bajnokságban a K Beerschot VA ellen, amelyet heves esőzés miatt félbeszakítottak. November 27-én a KV Mechelen ellen szerezte meg az első bajnoki gólját. 2022. július 30-án az RSC Anderlecht ellen sérülés miatt kellett lecserélni, majd augusztus 4-én jelentették be, hogy elülső keresztszalag-szakadást és térdének meniscusa is elszakadt, ami miatt műtétre volt szükség. A szezont szinte teljesen kihagyta. 2023. április 23-án sérülése súlyossága ellenére meghosszabbította szerződését a klubbal, és 2026. június 30-ig szóló megállapodást írt alá.

### A válogatottban
Többszörös korosztályos válogatott. 2016. szeptember 23-án megszerezte első gólját az U17-es válogatottban Ukrajna ellen. 2020. november 11-én debütált a felnőtt válogatottban Feröer ellen 2–1-re megnyert barátságos mérkőzésen.

## Statisztika

### Klub
2025. február 6-án frissítve.
| Klub          | Szezon   | Bajnokság | Bajnokság | Kupa  | Kupa | Nemzetközi | Nemzetközi | Egyéb | Egyéb | Összesen | Összesen |
| Klub          | Szezon   | Meccs     | Gól       | Meccs | Gól  | Meccs      | Gól        | Meccs | Gól   | Meccs    | Gól      |
| ------------- | -------- | --------- | --------- | ----- | ---- | ---------- | ---------- | ----- | ----- | -------- | -------- |
| AS Monaco B   | 2019–20  | 3         | 0         | —     | —    | —          | —          | —     | —     | 3        | 0        |
| AS Monaco B   | 2020–21  | 5         | 0         | —     | —    | —          | —          | —     | —     | 5        | 0        |
| AS Monaco B   | Összesen | 8         | 0         | 0     | 0    | 0          | 0          | 0     | 0     | 8        | 0        |
| Cercle Brugge | 2021–22  | 24        | 3         | 1     | 0    | —          | —          | —     | —     | 25       | 3        |
| Cercle Brugge | 2022–23  | 3         | 0         | 0     | 0    | —          | —          | —     | —     | 3        | 0        |
| Cercle Brugge | 2023–24  | 28        | 1         | 1     | 0    | —          | —          | —     | —     | 29       | 1        |
| Cercle Brugge | 2024–25  | 13        | 0         | 0     | 0    | 7          | 0          | —     | —     | 20       | 0        |
| Cercle Brugge | Összesen | 68        | 4         | 2     | 0    | 7          | 0          | 0     | 0     | 77       | 4        |
| Összesen      | Összesen | 76        | 4         | 2     | 0    | 7          | 0          | 0     | 0     | 85       | 4        |

### Válogatott
2024. november 18-án frissítve.
| Nemzet   | Évek     | Pályára lépések | Gólok |
| -------- | -------- | --------------- | ----- |
| Litvánia |          |                 |       |
| 2020     | 2        | 0               |       |
| 2021     | 3        | 0               |       |
| 2022     | 5        | 0               |       |
| 2023     | 3        | 0               |       |
| 2024     | 3        | 0               |       |
| 2025     | 0        | 0               |       |
| Összesen | Összesen | 16              | 0     |